# Bohuňovsko
Bohuňovsko (též Bohňovsko, německy Bohunowsko) je místní část obce Jesenný, která se rozkládá v údolí říčky Kamenice. Je zde železniční zastávka Jesenný.

## Historie
První písemná zmínka o Bohuňovsku je z roku 1492 v listině napsané panem Rackem Cukrem z Tanffeldu. Bohuňovsko je zde citováno jako Hoření Bohuňovsko. Další zmínky o této osadě jsou z let 1562–1581 v seznamech o přispívajících obyvatelích úroků sv. Jiří a sv. Jakuba.